# ليوناردو رودريغيز ليما
ليوناردو رودريغيز ليما (بالبرتغالية: Leonardo Rodrigues‏) (6 أبريل 1991 في البرازيل - ) هو لاعب كرة قدم برازيلي في مركز الدفاع. لعب مع نادي فيغورينسي وDuque de Caxias Futebol Clube ‏ ونادي تومبينس ونادي فيلا نوفا ونادي فورتاليزا وبوافيستا سبورت ‏.

## وصلات خارجية
- ليوناردو رودريغيز ليما على موقع قاعدة بيانات كرة القدم.إي يو (الإنجليزية)
- ليوناردو رودريغيز ليما على موقع Soccerway.com (الإنجليزية)